# LGA 1356

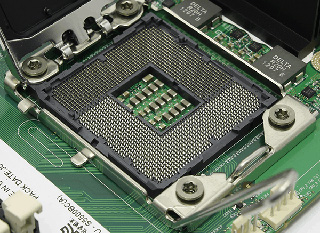
LGA 1356

LGA 1356(소켓 B2)은 1356 랜드 그리드 배열 핀과 함께 2012년 1분기에 출시된 인텔 마이크로프로세서 소켓이다. 이전 버전인 LGA 1366(소켓 B) 및 LGA 1567을 대체하기 위해 LGA 2011과 함께 출시되었다. 인텔 Sandy Bridge-EN(Romley-EN) 및 Ivy Bridge-EN 마이크로프로세서와 호환된다.

## 설명
LGA 1356에는 프로세서의 패드와 접촉하기 위한 1356개의 돌출 핀이 있다. LGA 1356 및 LGA 1366 소켓 프로세서는 소켓 노치가 다르기 때문에 서로 호환되지 않는다.
LGA 2011은 고급 데스크톱 및 고성능 서버용으로 설계된 반면, LGA 1356은 서버 시장의 듀얼 프로세서 및 저가형 부문을 위해 설계되었다.
64비트 폭의 DDR3 트리플 채널 메모리를 지원하며 인텔 QPI 연결 1개와 PCI 익스프레스 레인 24개를 갖추고 있다. 한편 LGA 2011은 쿼드 채널 메모리, 2개의 QPI 연결 및 40개의 PCIe 레인을 지원한다. 소켓 LGA 1155, 동세대 데스크탑 소켓은 듀얼 채널 메모리를 지원한다. 각 DDR3 채널은 하나 이상의 DIMM을 지원할 수 있다(DDR3에만 적용 가능하고 DDR3-L에는 적용되지 않음).
관련 계획은 2011년 초에 유출되었으며 2012년 1분기에 출시될 것으로 예상되었다. 2011년 9월에는 출시가 2012년 1분기 말에 이루어질 것으로 추정되었다.

## 같이 보기
- 인텔 마이크로프로세서 목록
- LGA 1366